# 31 жовтня
31 жовтня — 304-й день року (305-й у високосні роки) у григоріанському календарі. До кінця року залишається 61 день.

## Свята і пам'ятні дні

### Міжнародні
- Хелловін
- ООН: Всесвітній день міст
- ООН: Міжнародний день економії. Офіційно закріплений директивою ООН у 1989 р.
- Міжнародний день Чорного моря
- День чарівництва.
- Всесвітній день заощаджень

### Національні
- Еквадор: День Державного герба. (Día del Escudo Nacional del Ecuador)
- Індія: День національної єдності.

### Релігійні

#### Християнство
Лютеранська церква: День Реформації.

## Іменини
✝  Католицькі:
✙ Православні: Петро.

## Події
- 1517 — чернець-августинець, філософ і теолог Мартін Лютер оприлюднив 95 тез проти індульгенцій.
- 1625 — почався штурм річпосполитськими військами Куруківського козацького табору.
- 1815 — британець Гемфрі Деві запатентував шахтарську лампу.
- 1864 — Невада стала 36-м штатом США.
- 1902 — Прокладено перший телеграфний кабель через Тихий океан — з Канади в Австралію.
- 1903 — у Парижі відкрито перший Осінній салон, створений на противагу консервативному Паризькому салону.
- 1929 — Газета «Правда» закликала до проведення «загальної колективізації».
- 1941 — На горі Рашмор (США) завершено спорудження найбільшого пам'ятника світу — 18-метрові голови чотирьох президентів.
- 1952 — У Тихому океані США провели випробування першої водневої бомби.
- 1956 — Американський адмірал Г. Дуфек став першою людиною, яка приземлилася на літаку на Південному полюсі.
- 1961 — Почала діяти найбільша в СРСР теплова електростанція — Придніпровська ГРЕС.
- 1968 — Президент США Ліндон Джонсон оголосив про припинення бомбардувань Демократичної Республіки В'єтнам.
- 1973 — Собор єпископів Української Автокефальної Церкви прийняв постанову про єдність Української Православної Церкви.
- 1984 — Сикхський терорист убив прем'єр-міністра Індії Індіру Ганді.
- 1992 — Папа Римський Іван Павло II оголосив рішення про церковну реабілітацію італійського астронома Галілео Галілея, котрий стверджував, що Земля не є центром Всесвіту і був змушений зректись своїх поглядів під тиском суду інквізиції.
- 1995 — Україна завершила виконання умов договору про звичайні озброєння, ліквідувавши останній, передбачений договором, танк Т-62.
- 1995 — Верховна Рада України ухвалила Закон України про приєднання до Статуту Ради Європи.
- 1999 — У другий тур президентських виборів в Україні пройшли Леонід Кучма і Петро Симоненко.
- 2015 — авіакатастрофа A321 над Синайським півостровом.
- 2018 — Теракт в будівлі УФСБ Архангельська.

## Народились
Дивись також Категорія:Народились 31 жовтня
- 1632 — Ян Вермер, нідерландський художник-портретист («Дівчина з вином», «Келих вина»).
- 1705 — Климент XIV, Папа Римський (1769-74). Розпустив орден єзуїтів.
- 1760 — Кацусіка Хокусай, японський художник, ілюстратор, гравер.
- 1795 — Джон Кітс, англійський поет («Ендіміон», «До осені»).
- 1815 — Карл Веєрштрас, німецький математик.
- 1843 — Анрі Реньо, французький художник, син французького хіміка і фізика Анрі Віктора Реньо.
- 1853 — Микола Кибальчич, український народник, винахідник. Організатор друкарень і динамітної майстерні, розробив проєкт реактивного літального апарата.
- 1876 — Наталі Барні, французька драматургиня, поетеса і прозаїкиня американського походження.
- 1883 — Марі Лорансен, французька художниця і граверка, художниця театру, скульпторка. Представниця кубізму, ар-деко.
- 1886 — Марко Безручко, український військовий діяч, голова штабу Корпусу Січових Стрільців, начальник штабу Армії УНР.
- 1887 — Чан Кайші, китайський військовий і політичний діяч, президент Китайської Республіки.
- 1922 — Анатолій Папанов, актор, народний артист СРСР (1973; †1987).
- 1981 — Олег Шафаренко, український хокеїст і тренер.
- 1982 — Томаш Плеканець, чеський хокеїст.
- 1988 — Себастьєн Буемі, швейцарський автогонщик, пілот Формули-1.
- 2005 — Леонор, принцеса Астурійська.

## Померли
Дивись також Категорія:Померли 31 жовтня
- 1517 — Фра Бартоломео, італійський художник, представник Високого Відродження.
- 1768 — Франческо Марія Верачіні, італійський композитор і скрипаль епохи бароко; племінник і учень композитора і скрипаля епохи пізнього бароко Антоніо Верачіні.
- 1803 — Петро Калнишевський, останній кошовий отаман Запорозької Січі.
- 1858 — Карл Томас Моцарт, австрійський піаніст, син композитора Вольфганга Амадея Моцарта і його дружини Констанції, старший брат львівського піаніста, диригента і композитора Франца Ксавера Вольфганга Моцарта.
- 1884 — Марія Башкирцева, французька художниця, скульпторка та письменниця українського походження.
- 1918 — Еґон Шіле, австрійський живописець і графік.
- 1921 — Киріак Костанді, український художник-передвижник і педагог.
- 1925 — Макс Ліндер, французький актор-комік, один з найпопулярніших «королів сміху» часів німого кіно. Сценарист, режисер.
- 1926 — Гаррі Гудіні, американський фокусник, ілюзіоніст.
- 1939 — Отто Ранк, австрійський психоаналітик, послідовник З.Фрейда.
- 1947 — Микола Азовський, український живописець (*1903).
- 1974 — Михайло Чіаурелі, радянський кінорежисер, сценарист, актор грузинського походження.
- 1980 — Ян Веріх, чеський комедійний актор, драматург, сценарист, письменник.
- 1984 
  - Індіра Ганді, прем'єр-міністерка Індії (1966-1977, 1980-1984).
  - Едуардо Де Філіппо, італійський драматург, актор, режисер.
- 1985 — Охрім Кравченко, український художник-монументаліст, графік, представник школи Михайла Бойчука.
- 1986 — Роберт Сандерсон Маллікен, американський хімік та фізик. Лауреат Нобелівської премії з хімії.
- 1987 — Джозеф Джон Кемпбелл, американський дослідник міфології.
- 1993 — Федеріко Фелліні, італійський режисер і сценарист.
- 1996 — Марсель Карне, французький кінорежисер.
- 1997 — Євген Онопрієнко, український кінодраматург, член Спілки кінематографістів України. Заслужений діяч мистецтв України (з 1986 року).
- 2002 — Раф Валлоне, італійський актор театру і кіно.
- 2009 — Цянь Сюесень, китайський вчений, учасник космічної програми США і основоположник космічної програми Китаю.
- 2011 — Флоріан Альберт, угорський футболіст, нападник, найкращий гравець Європи 1967 року.
- 2020 — Шон Коннері, шотландський кіноактор і продюсер.